# Miguel Antonio Osuna Millán
Miguel Antonio Osuna Millán (1 de marzo de 1970) Agua Caliente de Gárate, Concordia, Sinaloa; es un odontólogo y político mexicano, miembro del Partido Acción Nacional y diputado federal en representación del VI Distrito Electoral Federal de Baja California en la LXI Legislatura en donde fue presidente de la Comisión de Salud. Fue Secretario de Salud de Baja California desde 2013 a 2014, cuando solicita separarse de su cargo para buscar la diputación local obteniendo el triunfo y tomando protesta para el periodo 2016-2019.  